# Hus
El hus és un joc de tauler dels khoikhoin (nama, berg-dama i herero) de la família dels jocs de mancala. Hi ha qui el classifica entre els jocs d'atzar, ja que és molt difícil calcular els moviments, i la gent hi juga només per passar l'estona.
El nom també s'escriu //hus, on les // davant del nom són el que en lingüística s'anomena un clic i indiquen el so de dir arri! a un cavall.
Amb el mateix nom es coneixen diversos jocs similars.

## Instruccions
El tauler consisteix en quatre rengleres de vuit forats cadascuna. A més, ens calen quaranta-vuit llavors.
```
(2) (2) (2) (2) (2) (2) (2) (2) 
(2) (2) (2) (2) (0) (0) (0) (0) 
(0) (0) (0) (0) (2) (2) (2) (2) 
(2) (2) (2) (2) (2) (2) (2) (2) 
```

Normalment, es juga al millor de set partides.
Comencem amb les peces posades com a la il·lustració.
Cada jugador només pot moure per la seva meitat del tauler (les dues rengleres més properes a ell).
Per moure, escollim un forat qualsevol de la nostra meitat, que contingui dues o més llavors, i n'agafem el contingut. Aleshores les desem, una a una, en els forats correlatius, seguint un sentit antihorari. Si acabem la sembra en un forat buit, el torn passa a l'oponent. Si acabem la sembra en un forat ple, n'agafem totes les llavors (inclosa la que hi acabem de desar) i continuem sembrant a partir del forat següent. Continuem així fins que acabem una sembra en un forat buit.
Si una d'aquestes sembres acaba en un forat ple de la nostra fila interior, i els dos forats de l'oponent de la mateix columna estan ocupats, en comptes de continuar la sembra amb les nostres llavors, la continuem igualment, però amb les llavors d'aquest dos forats contraris.
Si una d'aquestes sembres acaba en un forat ple de la nostra fila interior, i el forat de la fila interior de l'oponent de la mateix columna està ocupat, en comptes de continuar la sembra amb les nostres llavors, la continuem igualment, però amb les llavors d'aquest forat contrari.
Guanya qui deixa l'oponent sense poder moure (té tots els forats, o bé buits, o bé amb una sola llavor).